# Torre Bellesguard
|  | No s'ha de confondre amb Torre de Bellesguard (l'Arboç). |

La Torre Bellesguard o Figueras és un edifici del barri de Sant Gervasi - la Bonanova de Barcelona, declarat monument històricoartístic el 24 de juliol del 1969. Va ser projectada per l'arquitecte Antoni Gaudí i construïda entre 1900 i 1909, encara que diversos treballs secundaris es van finalitzar el 1916, obra ja dels seus ajudants, com Domènec Sugrañes, que va fer els bancs de taulells de la porta d'entrada, l'arrambador enrajolat de l'escala, la casa del porter i la caseta del pou; i Joan Rubió, que va construir el viaducte de desviament del camí que passava per la finca.
Aquesta obra pertany al període neogòtic de l'arquitecte (1888-1898), etapa en què l'arquitecte es va inspirar sobretot en l'art gòtic medieval, el qual assumeix de manera lliure, personal, intentant millorar les seves solucions estructurals. El neogòtic va ser en aquella època un dels estils historicistes de major èxit, sobretot arran dels estudis teòrics de Viollet-le-Duc. Gaudí va estudiar amb profunditat el gòtic català, balear i rossellonès, així com el lleonès i el castellà en les seves estades a Lleó i Burgos, i va arribar al convenciment que era un estil imperfecte, a mig resoldre. En el seu lloc, en les seves obres posteriors va eliminar la necessitat de contraforts mitjançant l'ús de superfícies reglades i va suprimir cresteries i calats excessius.

## Història

### L'emplaçament

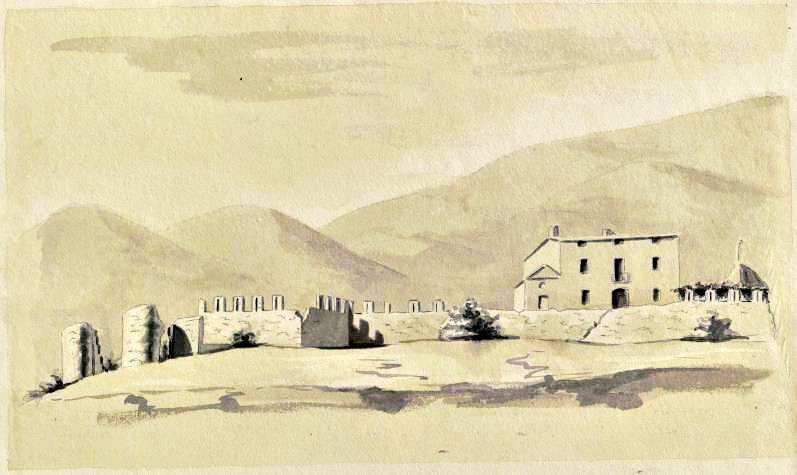
Bellesguard cap a 1850-1860, dibuix de Valentín Cardedera

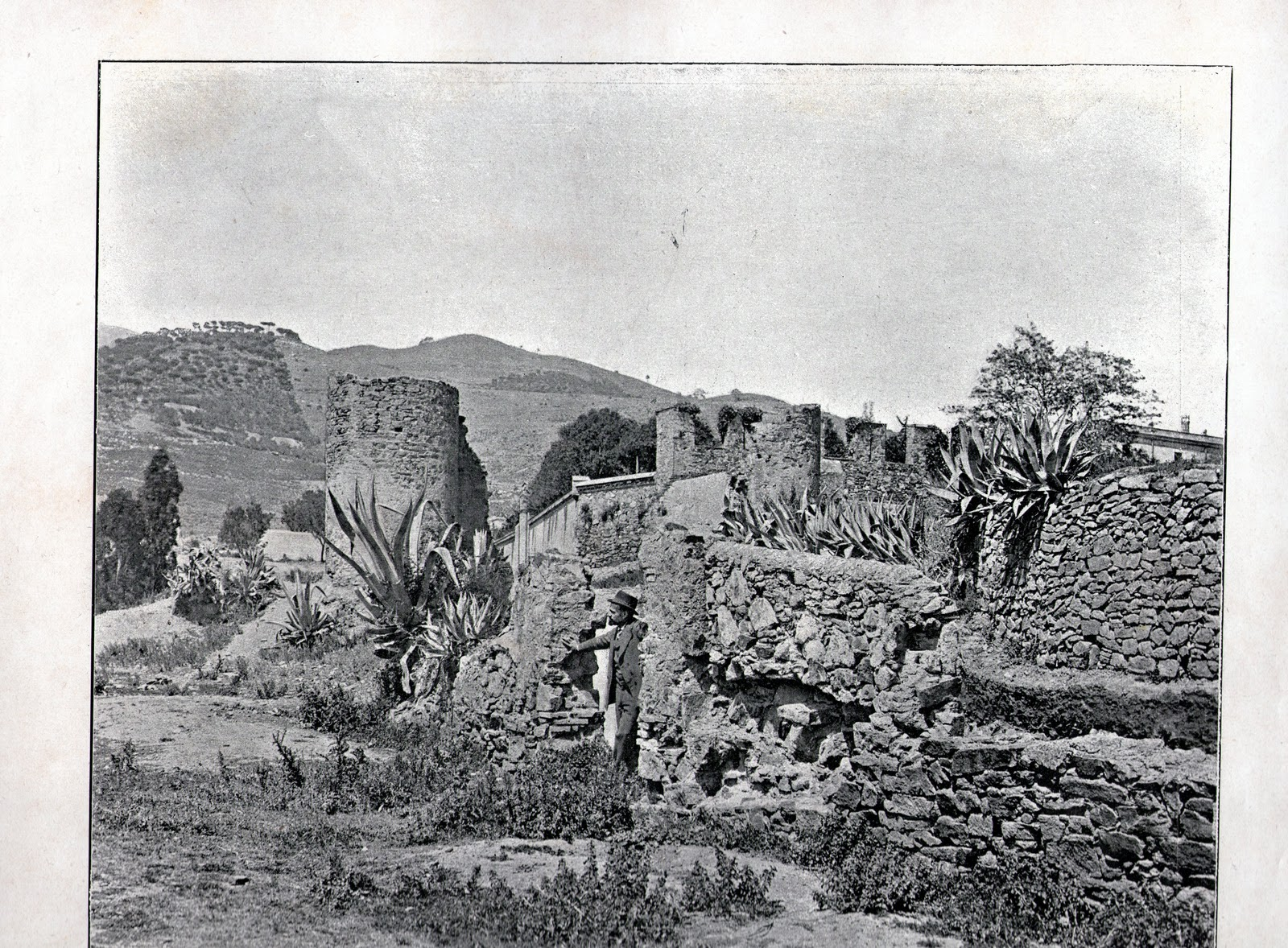
Ruïnes de Bellesguard (1896), fotografia de Fernando Rus Busquets

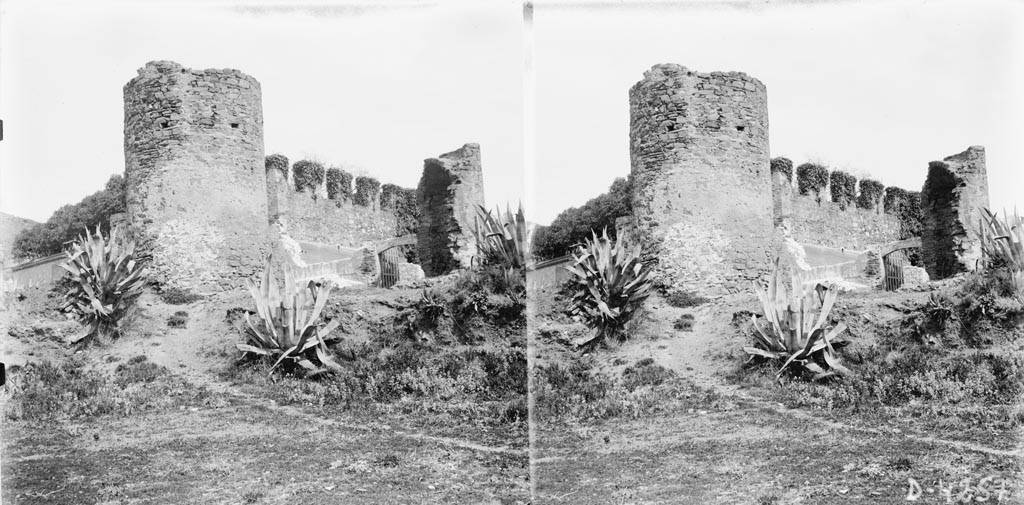
Ruïnes de Bellesguard (1901), fotografia de Frederic Bordas

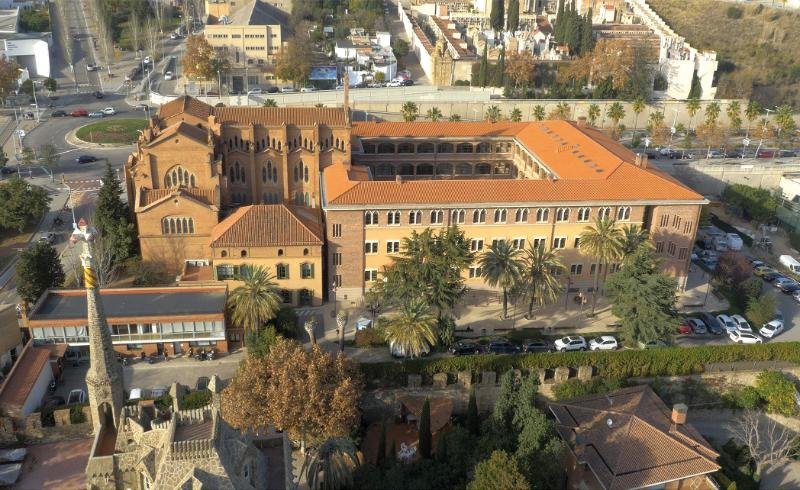
Vista àeria del convent del Redemptor amb la torre Bellesguard en primer terme

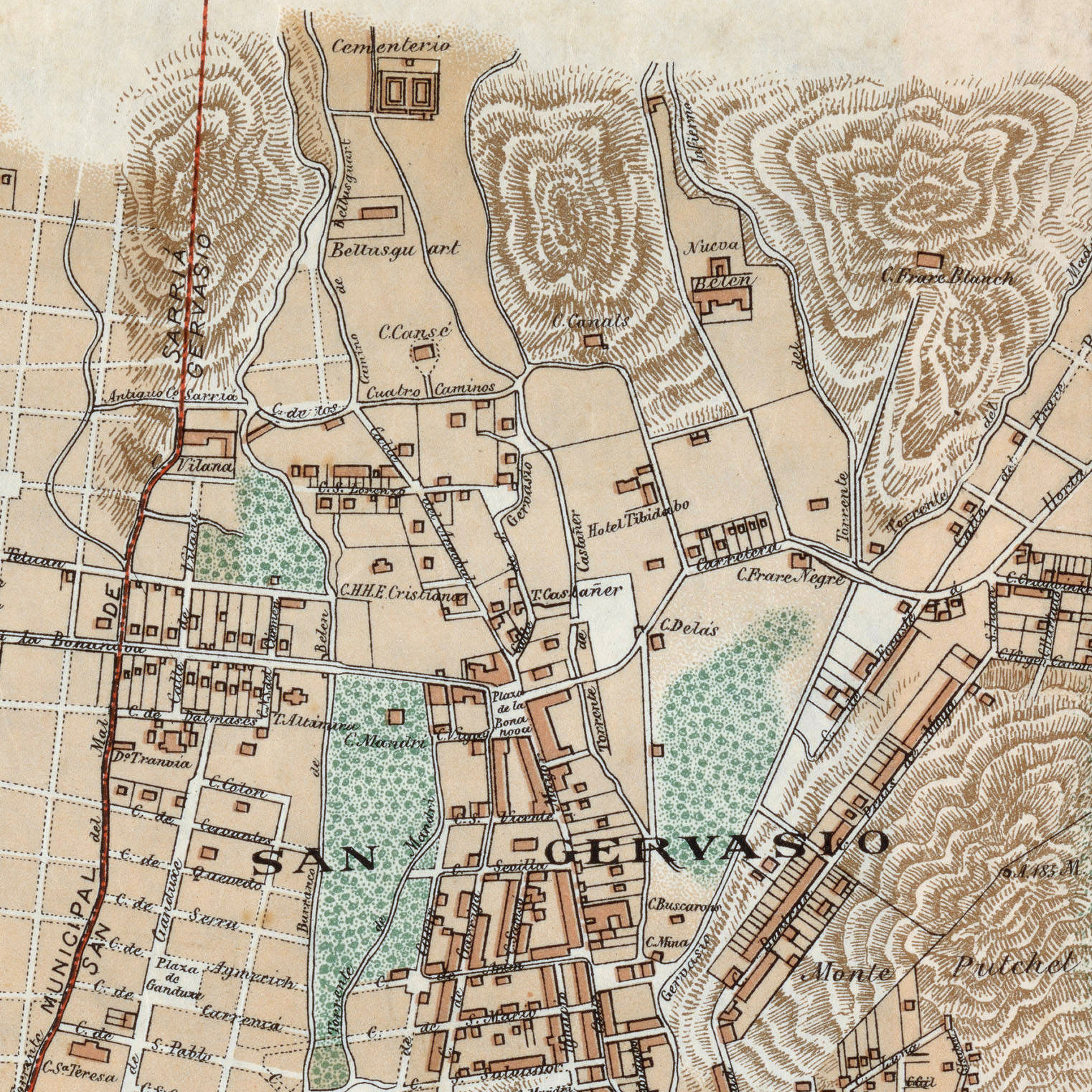
Plànol del 1890, on es pot llegir «Bellasguart»

Es troba als peus de Collserola, a l'antic municipi de Sant Gervasi de Cassoles,  agregat a Barcelona el 1897, juntament amb altres cinc poblacions limítrofes: Sants, les Corts, Gràcia, Sant Andreu de Palomar i Sant Martí de Provençals. En aquest paratge s'han trobat restes de ceràmica romana sigillata del segle iii, que indicarien la presència d'un assentament d'època imperial, probablement un præsidium o torre defensiva. Podria ser igualment que hi hagués ja amb anterioritat un assentament laietà, el poble iber que habitava el pla de Barcelona. En època medieval, la zona era coneguda com a Vallblanc i hi havia un vedat de caça des dels temps d'Alfons II el Cast.
L'estiu del 1408, el rei Martí I l'Humà, que tenia problemes de salut, sojornà a la torre de Vallblanc, i en va quedar tan agradat que va decidir comprar-la. Els posseïdors eren Margarida Fiveller, vídua de Pere Safont (usufructuària), i la seva filla Eufrasina (propietària), casada amb el seu oncle Joan Fiveller, que actuà de procurador d'ambdues. El preu acordat fou de 50.000 sous, i el monarca creà una alcaldia per al seu manteniment, assignant-li una dotació de 1.000 sous anuals dels drets que cobrava del poble de Torla, a la vall de Broto (Aragó). El paratge va ser lloat per l'escriptor Bernat Metge, secretari del rei i que actuà de notari a l'operació de compravenda.
El rei va fer reformar la seva nova residència, a la qual va donar el nom de Bellesguard per les belles panoràmiques que hi havia, segons una carta del mateix monarca («nos havem comprat ací en lo territori de Barcelona una torra a la qual havem mes nom Bell Esguard»), i arranjar l'hort, per al qual va demanar fruiters escollits de l'Aragó. Ben aviat, s'hi va instal·lar, i el 1409 hi va rebre la notícia de la mort del seu únic fill i hereu, Martí el Jove. Aquest mateix any, hi va contraure matrimoni amb Margarida de Prades, amb una cerimònia celebrada per l'antipapa Benet XIII i a la que va assistir el frare dominic Vicent Ferrer, posteriorment canonitzat.
El 21 de març del 1410, el rei, malat de mort, feu donació del Palau Reial Menor i la casa i terres de Bellesguard a la seva esposa, que la donà en penyora a Violant de Bar, vidua de Joan I. El 17 d'agost del 1422, la reina Margarida la va cedir al cavaller de Móra d'Ebre Francesc de Vilanova en agraïment dels seus serveis. Tanmateix, el rei Alfons el Magnànim no va acceptar aquesta donació, i dos anys després, el 25 de juliol del 1424, ell mateix la donà a Francesc d'Arinyó, que poc després, el 30 d'octubre, la vengué a Elionor de Cervelló, esposa del noble aragonès Antonio de Luna. El 1431, la nova propietària va oferir la torre de Bellesguard als jerònims per a facilitar la fusió dels monestirs de la Vall d'Hebron i de la Murtra, la qual fou acceptada i refrendada pel papa.
Tanmateix, aquesta unió no es va arribar a produir, i el 1443, Elionor, ja vídua, vengué la torre al cavaller Francesc Desvalls, que al seu torn la cedí a fra Fortuny d'Herèdia, comanador de Miravet i de Cantavella de Sant Joan de Jerusalem. El 1446, aquest la vengué a Cecília d'Aragó, vídua de Bernat de Cabrera, vescomte de Cabrera. El 1568, el seu successor Luis Enríquez de Cabrera en prengué possessió, i l'any següent la vengué al cavaller Francesc de Caçador pel preu de 1.000 lliures. El 1585, el seu germà i hereu Pere de Caçador en feu donació al seu nebot Bonaventura de Caçador i Ferreres. Els Caçador hi posaren el seu escut d'armes esculpit en pedra, cedit a l'Institut Municipal d'Història per Joan Figueras i Sagués.
La torre va ser heretada per Marina de Caçador i d'Oliver (†1625), filla de Bonaventura i casada amb Joan de Peguera i Claris, i, segons la llegenda, va servir de refugi al bandoler Joan de Serrallonga. Quan el 1634 aquest va ser penjat i esquarterat, part de les seves restes hi van ser exhibides. Potser per aquesta llegenda, Gaudí va donar forma de fèmur al picaport de la porta de les cavallerisses. Bellesguard va quedar en ruïnes durant la Guerra dels Segadors i el 1662, Josep de Peguera-Vilana i de Boixadors, net de Macianna de Peguera i Claris, la va establir en emfiteusi al poeta Joan Bonaventura de Gualbes i Copons (1643-1714), que la va fer restaurar, però va ser enderrocada novament durant la Guerra de Successió.
Gualbes, conegut com a «rector de Bellesguard», hi organitzava reunions de l'anomenada Acadèmia dels Desconfiats, fundada el 1700, que reunia nobles i eclesiàstics, les tertúlies dels quals giraven entorn de la literatura i la història de Catalunya, encara que eren també reunions polítiques secretes a favor de l'arxiduc Carles. En el seu testament del 1711, llegà Bellesguard a la Comunitat de Preveres de l'església dels Sants Just i Pastor després de la mort de la seva dona Margarida (†1717). Aquesta la cedí a Antoni de Vilana i de Cordelles-Giudice, hereu de Gualbes, però dues sentències de l'Audiència de Barcelona (1742 i 1745) el condemnaren a entregar la propietat a la Comunitat de Preveres de Sant Just.
Arran de la desamortització de Madoz (1855), la finca va ser expropiada per l'Estat, i el 1871 va ser venuda en subhasta pública a Antoni Camps i Montanyola, que al seu torn la va vendre el 1875 a Josep Flaquer i Fraisse; el 1888, aquest la va vendre novament a Joan Baptista Grau, bisbe d'Astorga, per 70.000 pessetes. En el seu testament, va nomenar quatre hereus de confiança per a la liquidació dels seus béns amb la finalitat de fundar un col·legi per a pobres a Reus. El 1897 es va segregar de la finca (que originalment mesurava 148.120 m²) una porció de 29.376 m² a favor de les Germanes Oblates del Santíssim Redemptor, que hi construïren un convent, actualment seu de la Universitat Abat Oliba. La resta va ser venuda a Maria Sagués i Molins, vídua de Figueras, per 65.000 pessetes, i el mateix Gaudí va signar l'escriptura de compravenda en nom de la vídua, que no sabia escriure, el 12 de juny del 1900. El permís d'obres va ser atorgat per l'Ajuntament el 25 d'octubre del 1901.

### L'arquitecte

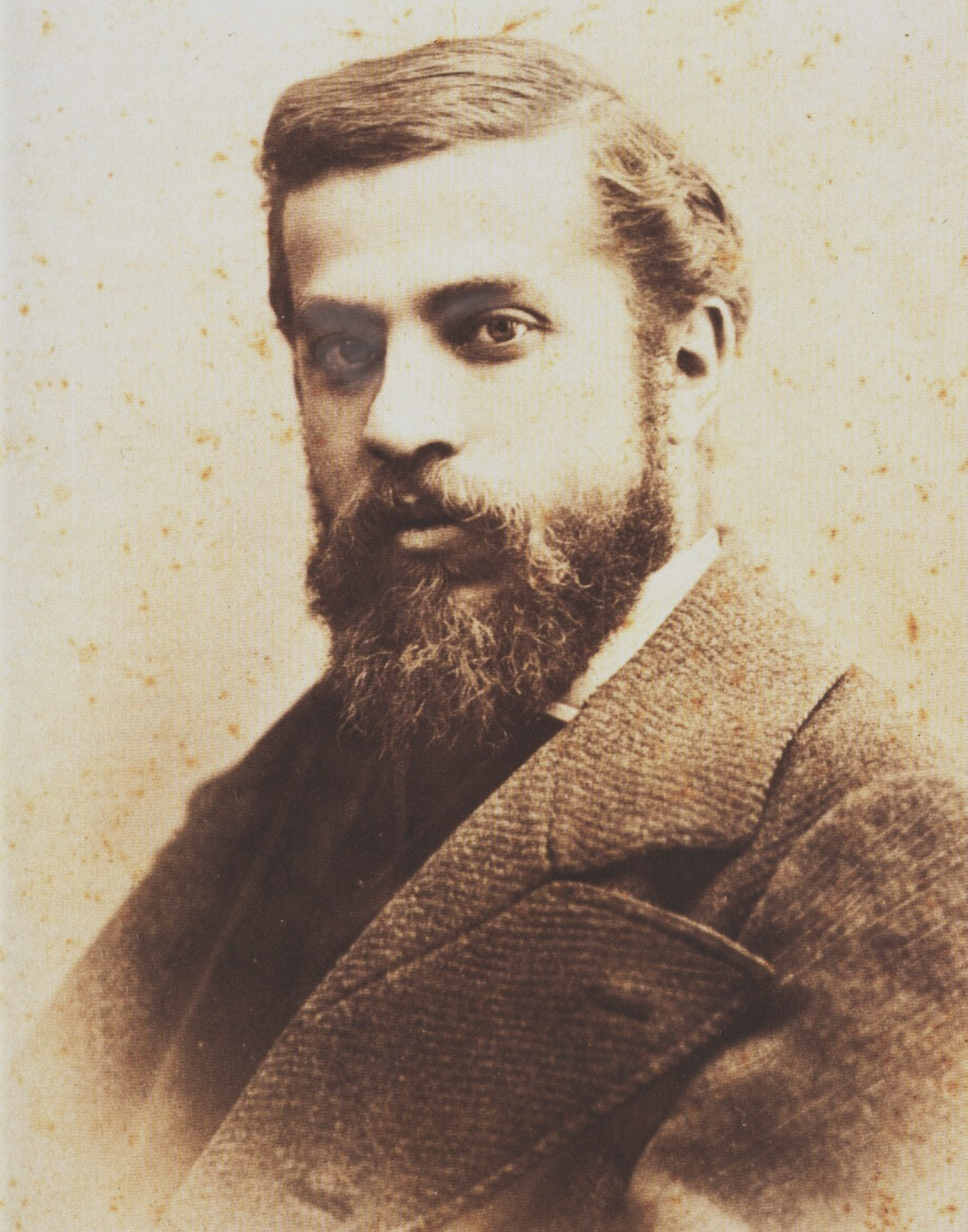
Antoni Gaudí

Antoni Gaudí (Reus o Riudoms, 1852-Barcelona, 1926) va cursar arquitectura a l'Escola de la Llotja i a l'Escola Tècnica Superior d'Arquitectura de Barcelona, on es va graduar el 1878. Després d'una primera etapa d'estil orientalista, en què va realitzar obres com la Casa Vicens (1883-1885), El Capricho de Comillas (1883-1885), els Pavellons Güell (1884-1887) i el Palau Güell (1886-1888), a la fi dels anys 1880 va entrar en la seva etapa neogòtica, que va iniciar amb el Col·legi de les Teresianes (1888-1889), al qual van seguir el Palau Episcopal d'Astorga (1889-1915), la Casa Botines a Lleó (1891-1894) i el Celler Güell a Sitges (1895-1897). La Torre Bellesguard seria la seva última obra en aquest estil, al qual seguiria una etapa naturalista en la qual s'inspirava en les formes de la naturalesa.

### L'encàrrec
Gaudí va aprofitar els pocs elements restants de l'antiga fortalesa per a construir el nou Bellesguard. És per això que la casa té una aparença externa de castell, incloent els merlets. A més de parts de la muralla, quedaven dempeus dues torres de defensa, que Gaudí va integrar a la porta d'entrada, amb les quals va crear un espai de forma rectangular amb unes escales que condueixen a una graderia superior que serveix com a mirador, amb voltes de maó a sardinell sobre mènsules de pedra. Igualment, les restes de la muralla li van servir per al tancament perimetral de la finca. Els jardins van ser plantats amb arbres fruiters, castanyers de les Índies, cedres, pins, salzes, baladres, llorers, til·lers i palmeres, sota la supervisió del jardiner Pere Ballart i Ventura.
Gaudí va dirigir personalment la construcció fins al 1903, any en què va delegar en el seu ajudant, Domènec Sugrañes. En aquests anys va compaginar la construcció de la Torre Bellesguard amb altres encàrrecs: el 1883 es va fer càrrec de les obres del Temple Expiatori de la Sagrada Família, emprant la resta de la seva vida en la construcció del temple, que seria la seva obra magna i la síntesi de totes les seves troballes arquitectòniques. D'altra banda, en els anys en què va treballar a la torre, va estar ocupat també en el Portal Miralles (1900-1902), el Parc Güell (1900-1914), el Rosari Monumental de Montserrat (1900-1916) i el Bar Torino (1902). Les obres van estar aturades entre 1909 i 1916, quan van represes per Sugrañes. La seva intervenció es va centrar en la reixa de ferro de la porta d'entrada, els bancs ceràmics que flanquegen la porta principal, la decoració del vestíbul i l'escala, els porxos coberts, la casa del porter i la caseta de la bomba d'aigua, totes acomplertes el 1916.

### Propietaris

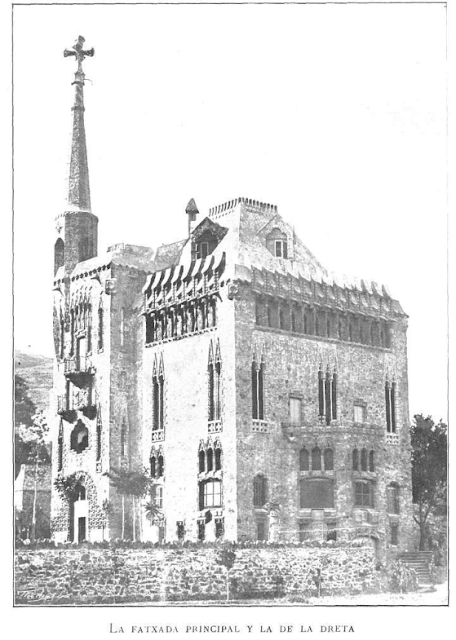
Fotografia de la casa apareguda a La Ilustració Catalana el 30 de juliol del 1905

Maria Sagués va morir el 1907, i va ser succeïda pels seus fills Joan, Jaume i Francesc de Paula Figueras i Sagués. Després del repartiment de l'herència, la casa va quedar en propietat única del primer. Mort aquest el 1922, la va llegar a la seva esposa Mercè Cantarell i Basigó, que no va poder fer front a la hipoteca que la gravava, per la qual cosa va ser venuda el 1931 a Francesc Soler Smith. Aquest se'n va emportar els mobles originals, dissenyats per Gaudí, a la seva torre de Can Pahissa a Vilanova i la Geltrú.
Durant la Guerra Civil, la torre Bellesguard va ser convertida en un orfenat. El 1942, va ser adquirida per Abdó Bordoy Pastor, que el 1944 la va vendre per 450.000 pessetes al metge Lluís Guilera, que hi va instal·lar una clínica oncològica i un laboratori d'anatomia patològica. El doctor Guilera va dividir la finca en quatre porcions, que va repartir entre els seus fills, amb la qual cosa el terreny on es troba la casa va quedar reduït a 2.653 m². A la seva mort el 1969, va heretar la propietat el seu fill Lluís Guilera i Soler, que hi va instal·lar una clínica ginecològica, activa fins al 1974, quan es va traslladar a la clínica Delfos.

### Reconeixements

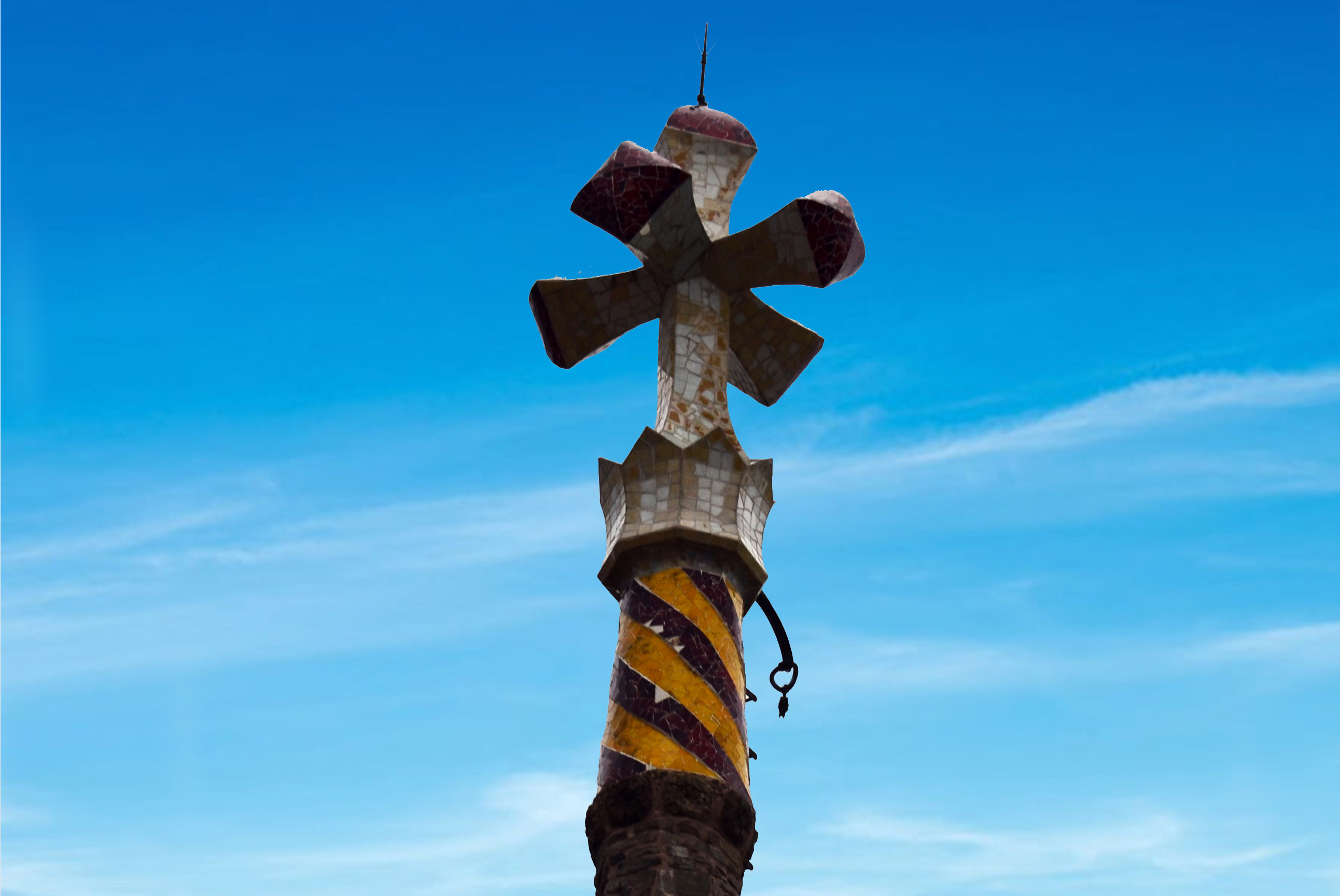
La torre està coronada per la típica creu gaudiniana de quatre braços, inspirada en el gàlbul del xiprer

En virtut del decret 1794/1969 de 24 de juliol del 1969 (Butlletí Oficial de l'Estat de 20 d'agost del 1969), la Torre Bellesguard va ser declarada monument historicoartístic, juntament amb altres obres de Gaudí: el Temple Expiatori de la Sagrada Família, el Parc Güell, el Palau Güell, la Casa Milà, la Casa Batlló, el Portal Miralles, la Casa Calvet, la Casa Vicens, els Pavellons Güell i el Col·legi de les Teresianes a Barcelona; la cripta de la Colònia Güell; la Cooperativa Obrera Mataronesa; la Casa Botines a Lleó; el Palau Episcopal d'Astorga; El Capricho de Comillas; i els elements litúrgics instal·lats a la capella major de la catedral de Palma. En el decret s'assenyala que «l'obra de Gaudí és d'excepcional interès dins de l'arquitectura contemporània. S'unifiquen en ella la mecànica, la construcció i l'estètica per a arribar a un alt grau de sinceritat. El segell peculiar que destaca en tota la seva obra presenta a Gaudí com un innovador de forta personalitat; el que no impedeix que moltes de les seves originals solucions es recolzin en la tradició arquitectònica, concretament en el gòtic característic de la regió catalana. La figura de Gaudí, valorada extraordinàriament a tot el món, ha fet que la seva obra constitueixi l'exponent més interessant i perdurable de notables moviments artístics de la nostra època». Així mateix, defineix la Casa Vicens com «una de les primeres fites del modernisme d'inspiració oriental, amb la novetat de les façanes policromes amb materials al natural en variades textures combinades amb ceràmica vidriada».

### Restauració i obertura al públic
L'agulla de la torre va ser restaurada el 1986 per l'arquitecte Joan Bassegoda i Nonell. El 2002, Any Internacional Gaudí, va ser restaurat el viaducte sobre el torrent de Betlem contigu a la casa. Així mateix, la creu que remata la torre va ser restaurada entre 2008 i 2009 després de ser detectades unes fissures en aquesta. Per a reforçar-la, es va instal·lar una estructura d'acer de 8 m que uneix la torre amb la creu. La restauració va tenir un cost de 600 000 euros, aportats a parts iguals pe l'Ajuntament de Barcelona, la Generalitat de Catalunya i la família propietària.
El 2013, la família Guilera, pressionada per l'alt cost del manteniment de l'immoble, va obrir la casa al públic, previ pagament d'una entrada, i també va posar en lloguer l'espai per a noces i esdeveniments, així com rodatges d'anuncis i pel·lícules. Finalment, el 2018, va vendre l'edifici al Grup Catalana Occident per 30 milions d'euros, després que tant l'Ajuntament de Barcelona, la Generalitat de Catalunya i el Consell Comarcal del Barcelonès declinessin exercir el dret de tanteig a què tenen dret en tractar-se d'un bé protegit. L'empresa compradora va manifestar la seva intenció de mantenir obert al públic l'edifici.

## Descripció

### Viaducte

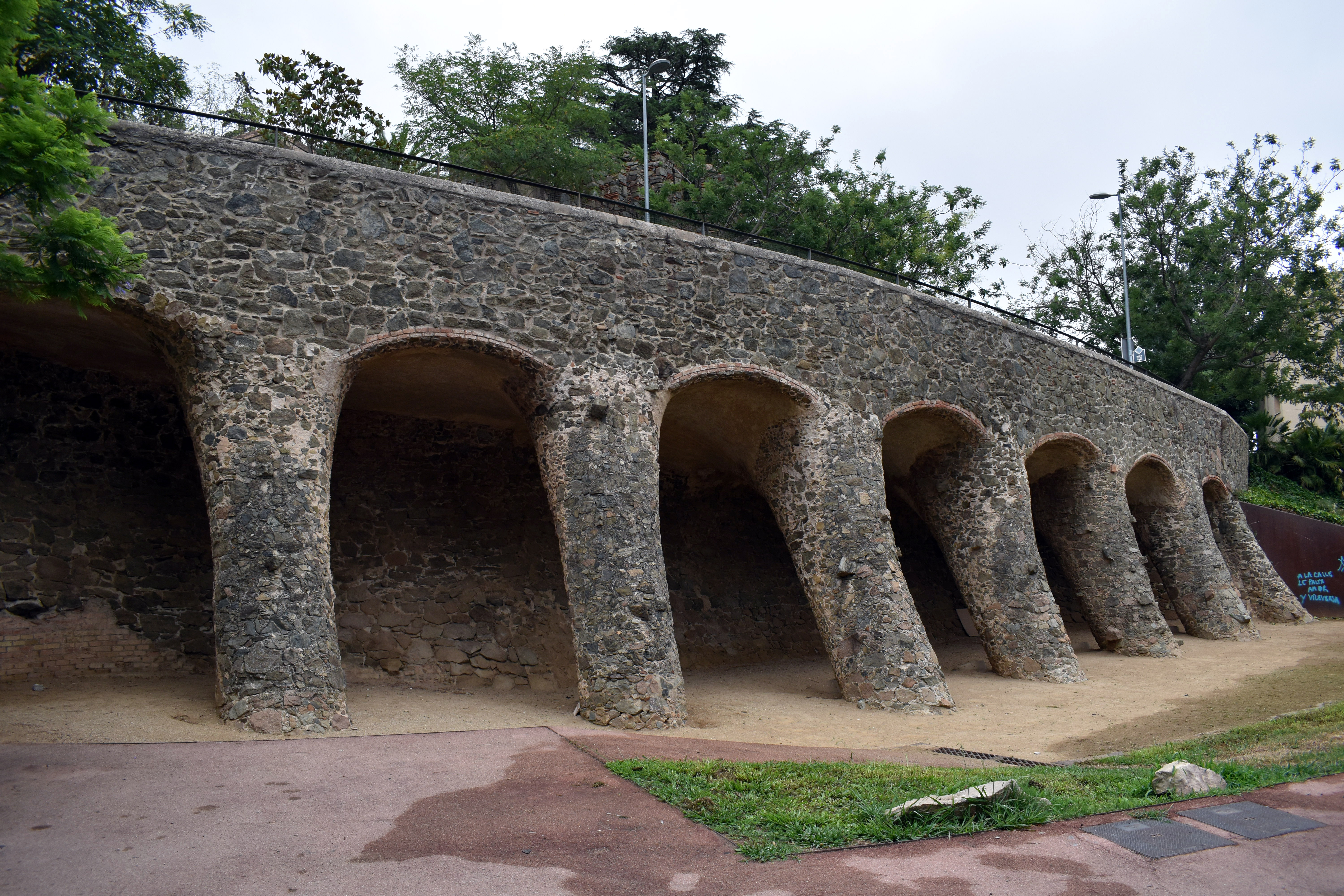
Viaducte sobre el torrent de Betlem, contigu a la finca

Gaudí va projectar un viaducte sobre el torrent de Betlem, que servia de suport al camí públic que conduïa de Sant Gervasi de Cassoles al cementiri de la vila, el qual va ser desviat parcialment per a poder integrar les restes medievals en el conjunt. Consisteix en deu columnes amb forma de «pota d'elefant», inclinades cap a fora i que sustenten uns arcs rebaixats, solució que més tard empraria al Parc Güell. Entre les columnes i el talús queda un passadís cobert amb volta. El material emprat és maó recobert amb pedra rústega.
Construït entre 1906 i 1908, se n'encarregà Joan Rubió, tot i que, en haver d'abandonar aquestes obres per a fer-se càrrec del nou projecte de restauració de la Catedral de Mallorca, va ser finalitzat per Josep Maria Jujol, un altre col·laborador de Gaudí, autor del banc ondulant de ceràmica del Parc Güell.

### Exterior

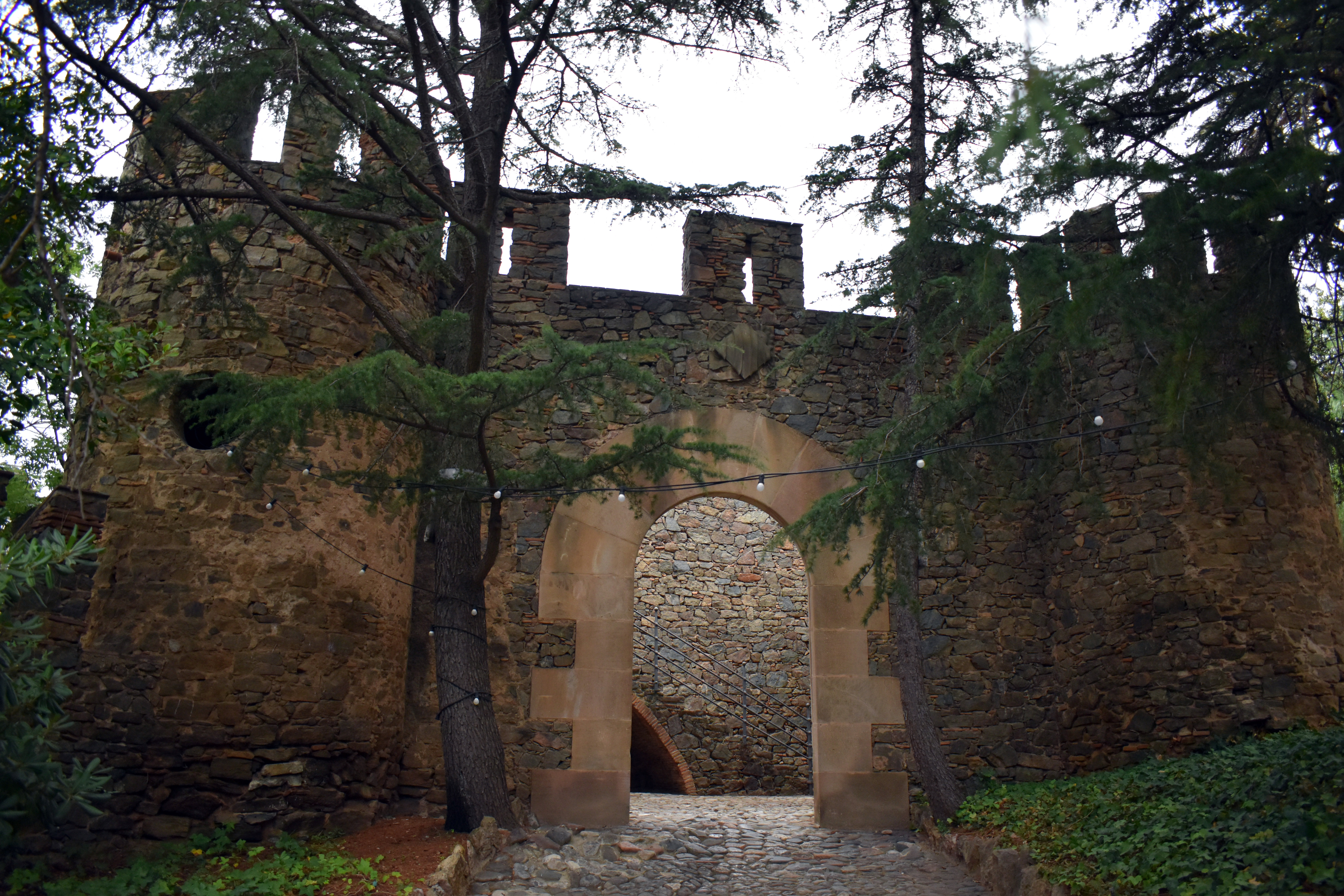
Pavelló-mirador d'entrada, que integra les dues torres medievals

Gaudí va fer un projecte neogòtic, respectant al màxim les restes de l'antic castell medieval. Com sempre, va procurar integrar l'arquitectura en el marc natural circumdant, per la qual cosa va realitzar la construcció amb la pedra de pissarra que va trobar a la zona. L'edifici és de planta quadrada de 15 × 15 m i 19,5 m d'altura, amb una superfície de 900 m². Té els vèrtexs del quadrat orientats als quatre punts cardinals, que coincideixen també amb els quatre braços de la creu que remata la torre. Presenta dos cossos adossats: la galeria del saló, de manera aixamfranada; i la caixa d'escala, rematada per una alta torre coronada amb una creu de quatre braços, típica de Gaudí.
Construït amb pedra i maó, Gaudí va aprofitar la pedra pissarrosa del lloc, en tons verds i grisos. L'arquitecte va aconseguir donar una aparença gòtica a l'edifici sense incorporar massa recursos constructius d'aquest estil, tan sols l'allargament de les finestres i els merlets que coronen el cos principal de l'edifici, així com la forma allargada de la torre. Aquests recursos proporcionen a l'edifici una gran sensació de verticalitat i monumentalitat, inaudita en un edifici que no arriba als 20 m d'altura.

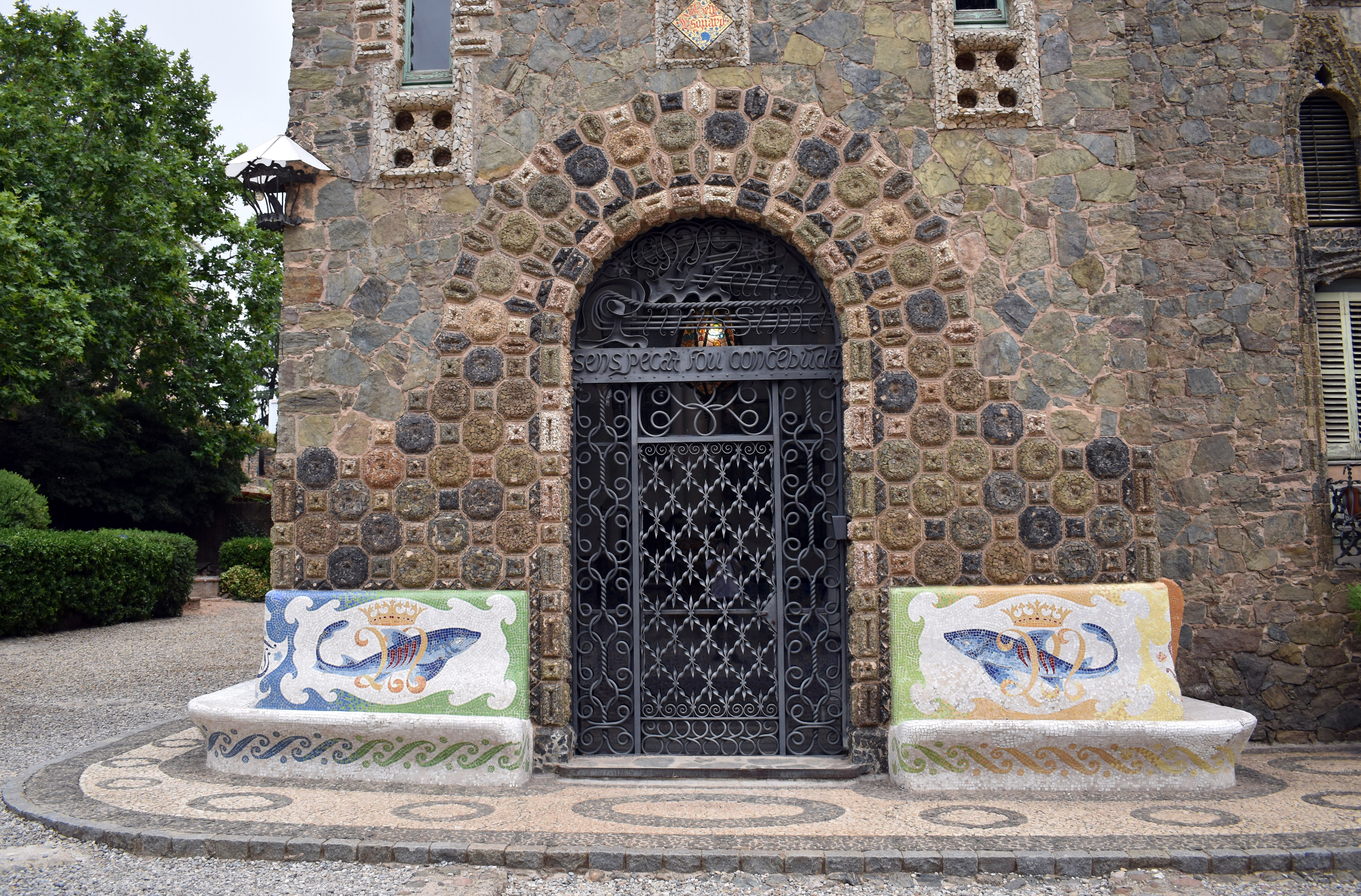
Porta principal

La finca presenta un tancament en el costat que dona al carrer format per un mur de pedra que integra les restes de l'antiga muralla, amb merlets en la seva part superior. El reixat d'accés a la finca és de forja de ferro, amb muntants de formes lanceolades. Després de l'accés per aquesta entrada, a l'esquerra es troba el mirador format per les dues antigues torres medievals. Sobre aquesta porta hi ha un escut amb les barres de la senyera catalana, així com un sol en un angle del mateix i una dama que es protegeix els ulls d'aquest sol, en l'angle contrari. Gaudí va voler suggerir amb aquesta simbologia l'ocàs del Casal de Barcelona, del qual Martí l'Humà va ser l'últim representant. Elaborat amb pedra de Montjuïc, l'escut presenta dues dates: 1409 i 1909, en al·lusió a les noces entre Martí l'Humà i Margarida de Prades, la primera, i la data de terminació de l'edifici, la segona.
La casa disposa de semi-soterrani (3 m d'altura), planta baixa (5 m), planta noble (6 m) i golfa de dos pisos (4,5 m i 5 m), amb sostre de quatre aigües. Els sostres de les sales estan construïts amb la tècnica anomenada volta catalana, consistent en diferents capes de maó superposades. Per a Bellesguard, Gaudí va emprar una tècnica de mosaic petri per a aconseguir un efecte d'encoixinat en la textura de les parets de l'edifici: utilitzava petites pedres del lloc que col·locava sobre motlles de guix, de forma quadrada o octogonal; damunt llençava morter i, en extreure les peces, quedava la pedra en la cara exterior. Aquesta tècnica l'havia emprat per primera vegada al Palau Güell i la va emprar de nou al Parc Güell.

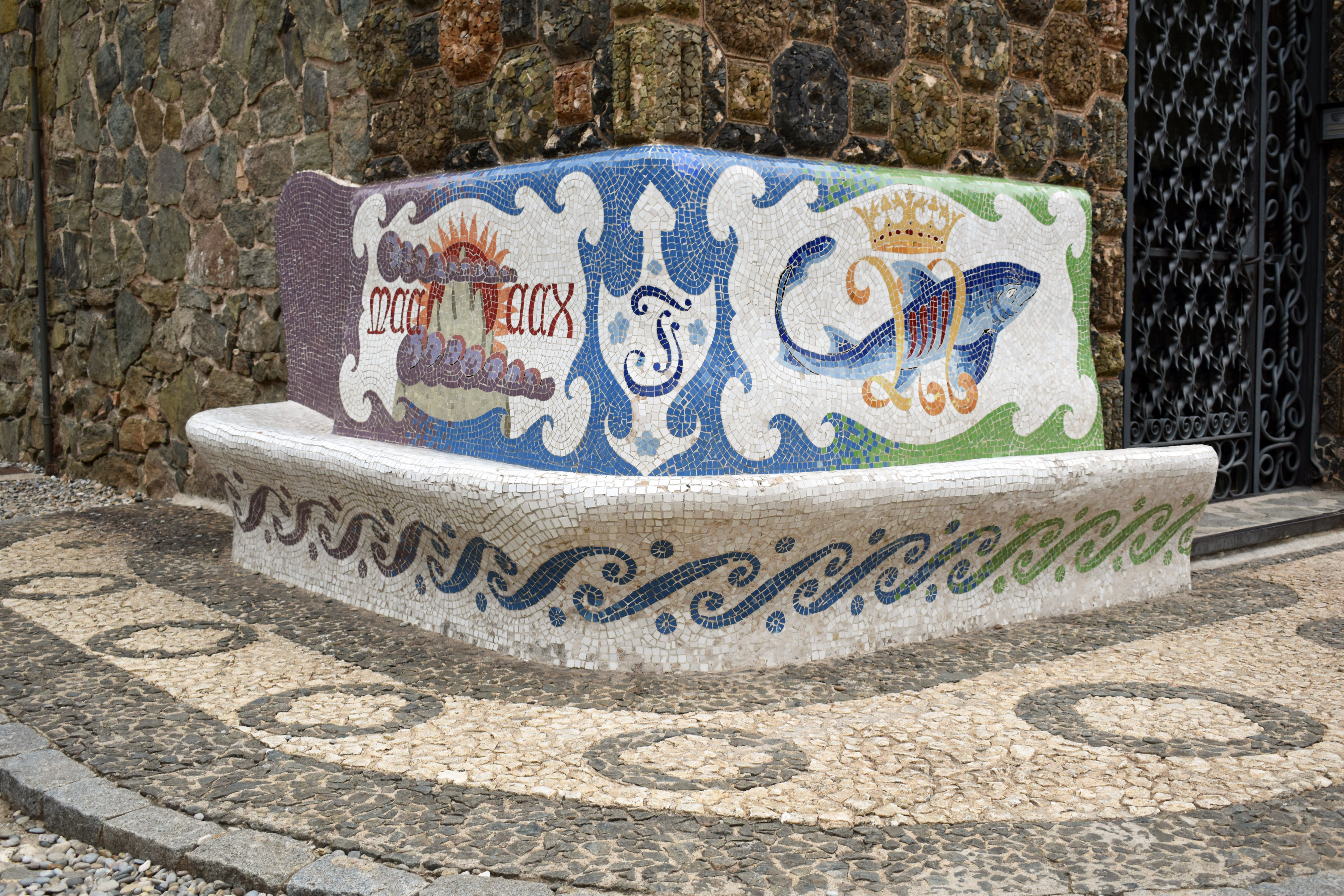
Un dels bancs d'entrada

La façana principal dona al sud-oest. A la porta principal, amb forma d'arc de mig punt, figura la inscripció Ave Maria puríssima, sens pecat fou concebuda, feta amb ferro de forja. Entre la porta i el finestral que s'alça sobre ella hi ha un mosaic amb el nom Bellesguard, decorat amb motius florals i realitzat en colors blau, vermell i groc. Als laterals de la porta hi ha sengles bancs realitzats en trencadís —un tipus de mosaic elaborat amb fragments de ceràmica units amb argamassa—, decorats en la seva part frontal amb unes figures de dofins embolicats en una lletra M, per Martí l'Humà —les barres del qual formen també la senyera catalana— i amb una corona damunt, mentre que en la seva part lateral figuren dos dibuixos diferents: en l'oriental, un vaixell veler amb un sol naixent al fons, així com la data 1916 —any de finalització de les obres per part de Sugrañes— en números romans; en l'occidental, la muntanya de Montserrat amb el sol ponent i la data 1410 en números romans, any de la defunció de Martí l'Humà. El primer faria referència a les notícies arribades per mar al rei sobre la mort del seu hereu i, el segon, al declivi del Casal de Barcelona, extingit amb Martí l'Humà. A les cantonades de tots dos bancs es troba la lletra F de la família Figueras. La porta està envoltada així mateix d'encoixinats de mosaic prefabricat amb diverses formes (quadrats, hexagonals i octogonals), realitzats de pedra amb morter en un motlle de guix.

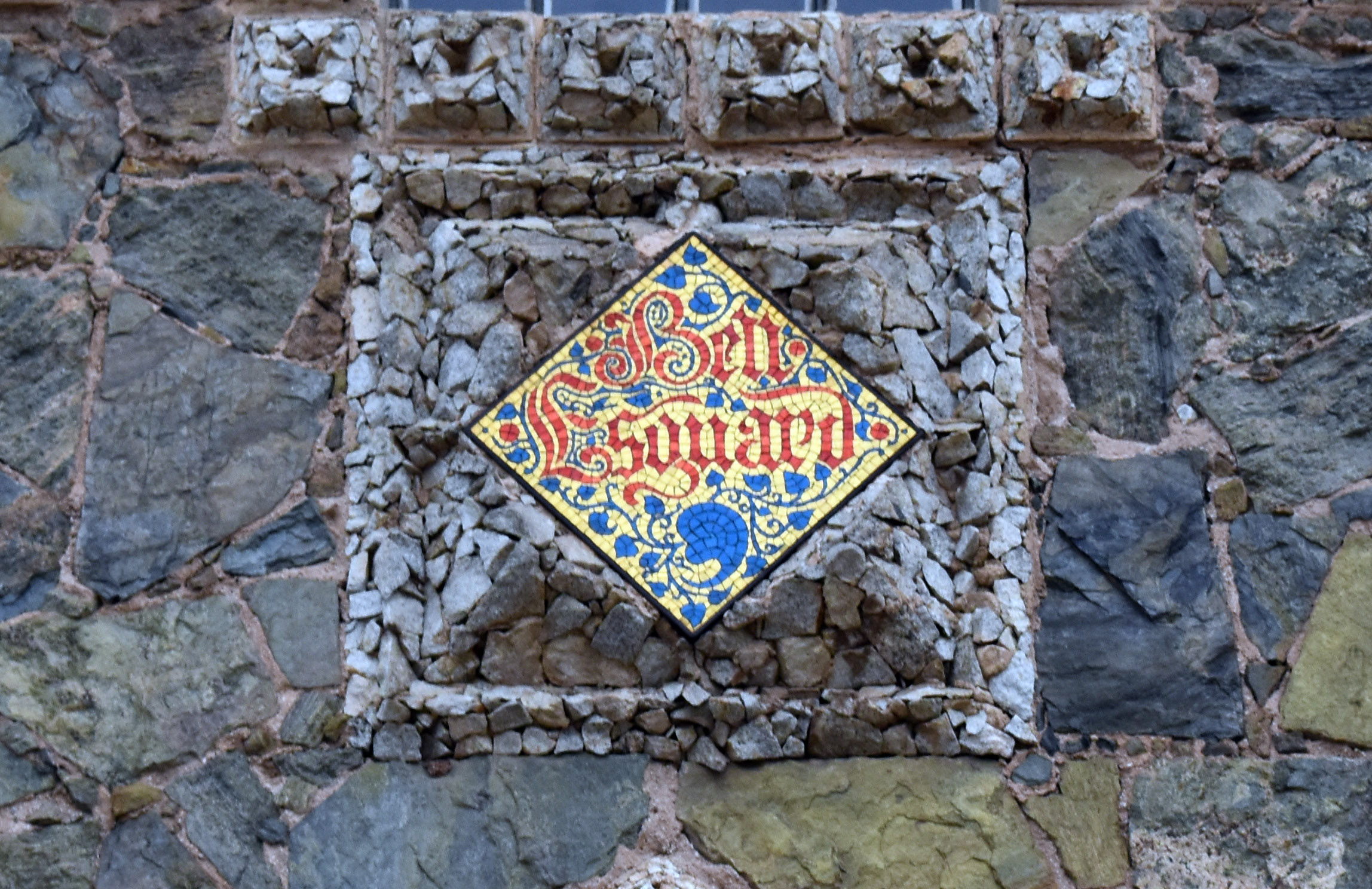
Plafó ceràmic amb el rètol de Bellesguard, sobre la porta principal

Sobre la porta hi ha un finestral d'arc trilobulat i ampit escalonat amb un vitrall amb forma d'estrella de vuit puntes, que simbolitza a Venus i al·ludeix al matrimoni entre Martí l'Humà i Margarida de Prades, celebrat en l'antic castell que s'emplaçava en aquest lloc. Realitzat amb cristalls de colors (vermell, groc, verd i morat), en la seva part exterior presenta un enrajolat de taulells blaus amb estrelles blanques de cinc puntes, que assembla una nit estrellada. Flanquegen aquest finestral dos finestrals llargs i estrets, amb rematada de forma apuntada. Sobre aquest finestral hi ha dos balcons bessons amb repeu de pedra i baranes de ferro; sobre aquests, un altre balcó més ample i, sobre aquest, set finestrals llargs i estrets.
La part superior de l'eix de la porta principal està rematada amb una alta torre de forma octogonal, rematada en un pinacle troncocònic sobre el qual s'alça la creu gaudiniana de quatre braços, que aconsegueix una altura de 33 m. El tram final del pinacle està revestit de ceràmica amb els colors de la senyera catalana (en heràldica, or i gules), que s'enrosquen helicoïdalment en la forma cònica de la rematada; sobre aquest es troba una corona real, en homenatge a Martí l'Humà i, per damunt, es troba la creu. El conjunt pot tenir una interpretació simbòlica: el terrat de la golfa seria el drac i l'alta torre acabada en creu seria la llança de sant Jordi que venç al drac.

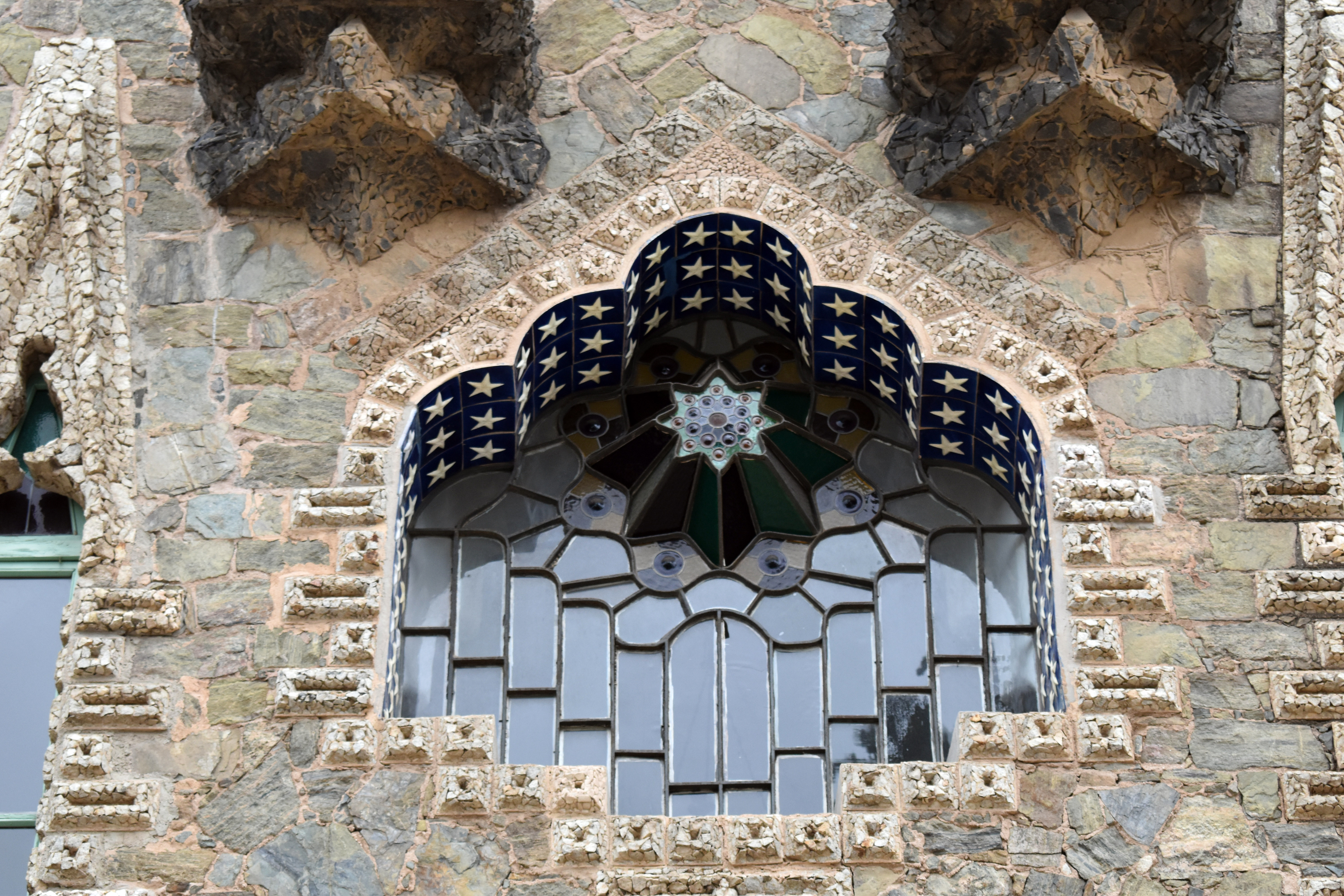
Vitrall amb l'estrella de Venus

La part dreta d'aquesta façana principal, retirada una mica cap endarrere respecte al cos de la porta principal, presenta dues finestres arran de terra, corresponents al semi-soterrani; dos en la planta baixa de forma composta, amb una obertura d'arc rebaixat sobre el qual s'emplacen dos i tres finestres allargades; en la planta noble hi ha dos finestrals geminats, alts i estrets, amb mainells de ferro recobert d'un aplacat de pisa blanca; en la golfa es troba una lògia de set finestres amb columnes salomòniques, sobre les quals es troba un emmerletat, corresponent un merlet per cada finestra inferior i, entre els merlets, unes gàrgoles per al desguàs.
La façana sud-est presenta el segon dels cossos adossats al cub principal, un sortint de forma trapezoidal que conté en la seva part inferior la porta del semisoterrani, així com unes finestres d'aquest; aquesta porta està formada per llistons en franges a 45° i té una picaporta amb forma de fèmur humà. Al nivell de la planta baixa hi ha finestres compostes similars a les de la façana principal i, al nivell de la planta noble, tres finestres trífores (anomenades «coronelles» en la tradició catalana), sobre les quals se situa una terrassa en la part superior del cos adossat, amb una barana de ferro forjat realitzada per Sugrañes. A aquesta terrassa s'accedeix per dues portes, una situada en el menjador i una altra en un dels dormitoris. En els laterals d'aquest cos adossat hi ha també finestres d'igual estil i, en la planta de la golfa, una altra lògia de dotze finestres amb columnes salomòniques.

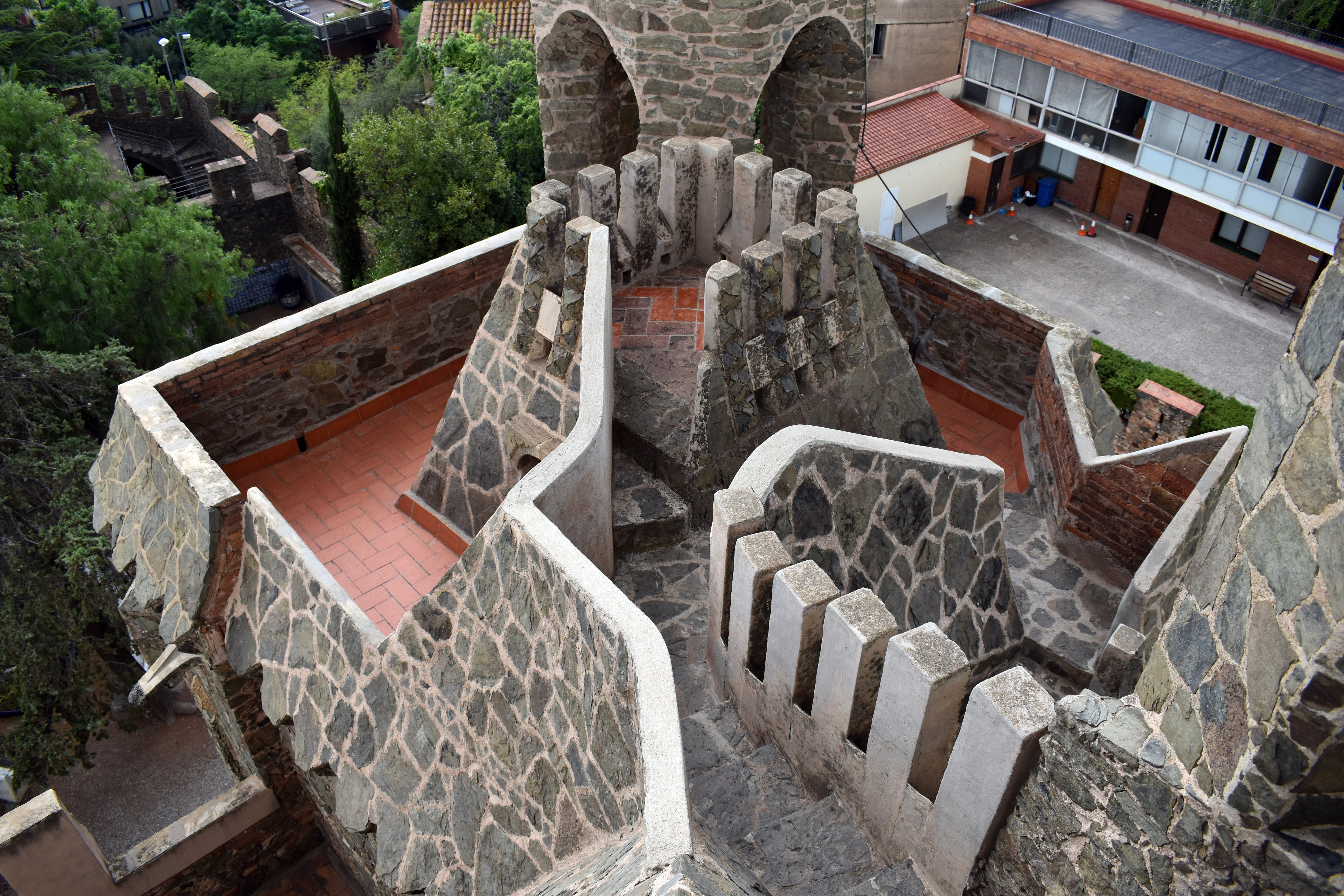
Terrassa

La façana nord-est presenta una sèrie de petites finestres al semisoterrani i planta baixa, mentre que en la planta noble hi ha una balconera bífora, una coronella i tres petites finestres, mentre que a la cantonada que dona al nord hi ha un balcó escalonat. Al nivell de la golfa es troba de nou una lògia de dotze finestres amb les seves corresponents columnes i rematada de merlets i gàrgoles.
Finalment, la façana nord-oest presenta un perfil més irregular, a causa del cos de l'escala del vestíbul. Es troben així diverses finestres repartides irregularment, de diferents formes i grandàries, així com una lògia de sis finestres a la golfa, al costat de la qual es troba un petit balconet sobre l'escala de servei. Al nivell de la planta noble continua el balcó de la cantonada nord, que ocupa la meitat esquerra de la façana. En la paret s'aprecien uns baixants de desguàs que queden a la vista.
El jardí presenta diversos bancs i elements ornamentals, revestits de ceràmica de trencadís amb motius geomètrics, segons dissenys elaborats per Sugrañes. Destaquen especialment els dos bancs centrals, de manera semicircular, disposats al voltant d'una font; en la seva part central tenen a dos àngels cadascun, uns sostenint les quatre barres de la senyera catalana, amb una corona reial damunt, pel Regne d'Aragó; i altres la creu de Sant Jordi de l'escut de Barcelona, amb una corona comtal, pel Comtat de Barcelona. L'ajudant de Gaudí va realitzar també la casa del porter —que actualment es troba en una finca independent de la torre—, construïda en pedra a imitació de la muralla medieval; i la caseta per al motor del pou —actualment desapareguda—, que tenia forma de drac, en al·lusió probablement a Pitó, el protector de les aigües subterrànies.

### Interior

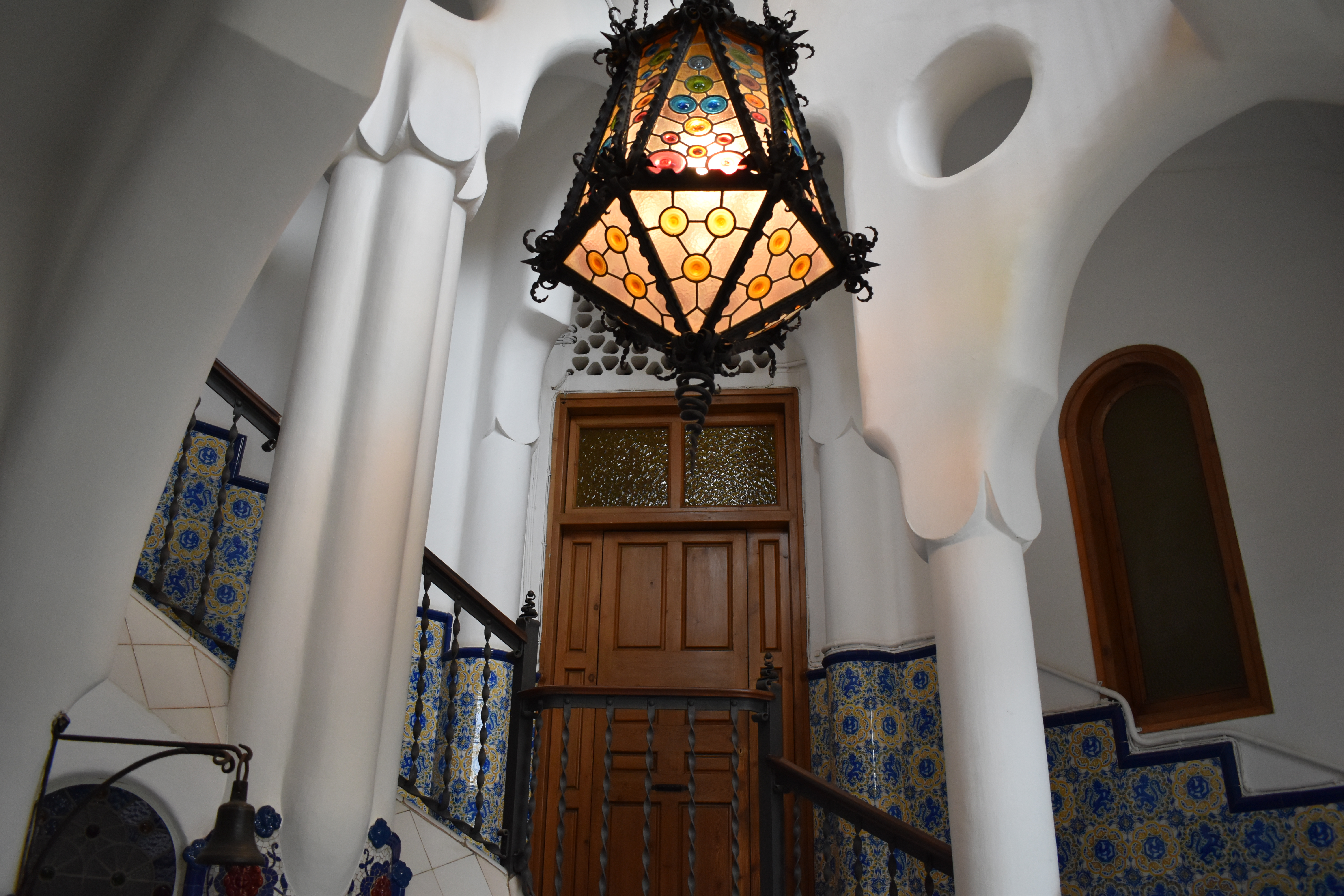
Vestíbul

L'interior de l'edifici contrasta amb l'exterior per la seva blancor i lluminositat, que es contraposa al to gris de la pissarra exterior. El semi-soterrani albergava les cavallerisses, el baix estava destinat al servei, la planta noble al menjador, sales i dormitoris, i la golfa al safareig. Les parets estan recobertes de guix i pintura de calç, amb formes ondulades d'aire mudèjar.
El semisoterrani té un sostre de voltes paredades de canó seguit escarser, amb llunetes, sostinguda per pilars cilíndrics amb capitells a la bizantina.
El vestíbul d'entrada, de 10 m d'altura, presenta una falsa volta d'arcs lobulats, amb una font realitzada per Sugrañes i un llum de set metres d'altura, de forma polièdrica —formada per 22 cares triangulars— i vitralls d'intensos colors. L'ajudant de Gaudí va realitzar també l'arrambador de l'escala, elaborat amb taulells amb figures de dracs i galls, en al·lusió a l'escut de Margarida de Prades. A la cantonada hi ha una campana i, en una paret, una placa escultòrica de ferro en relleu que representa a sant Jordi matant al drac, juntament amb la inscripció Déu vos guard.

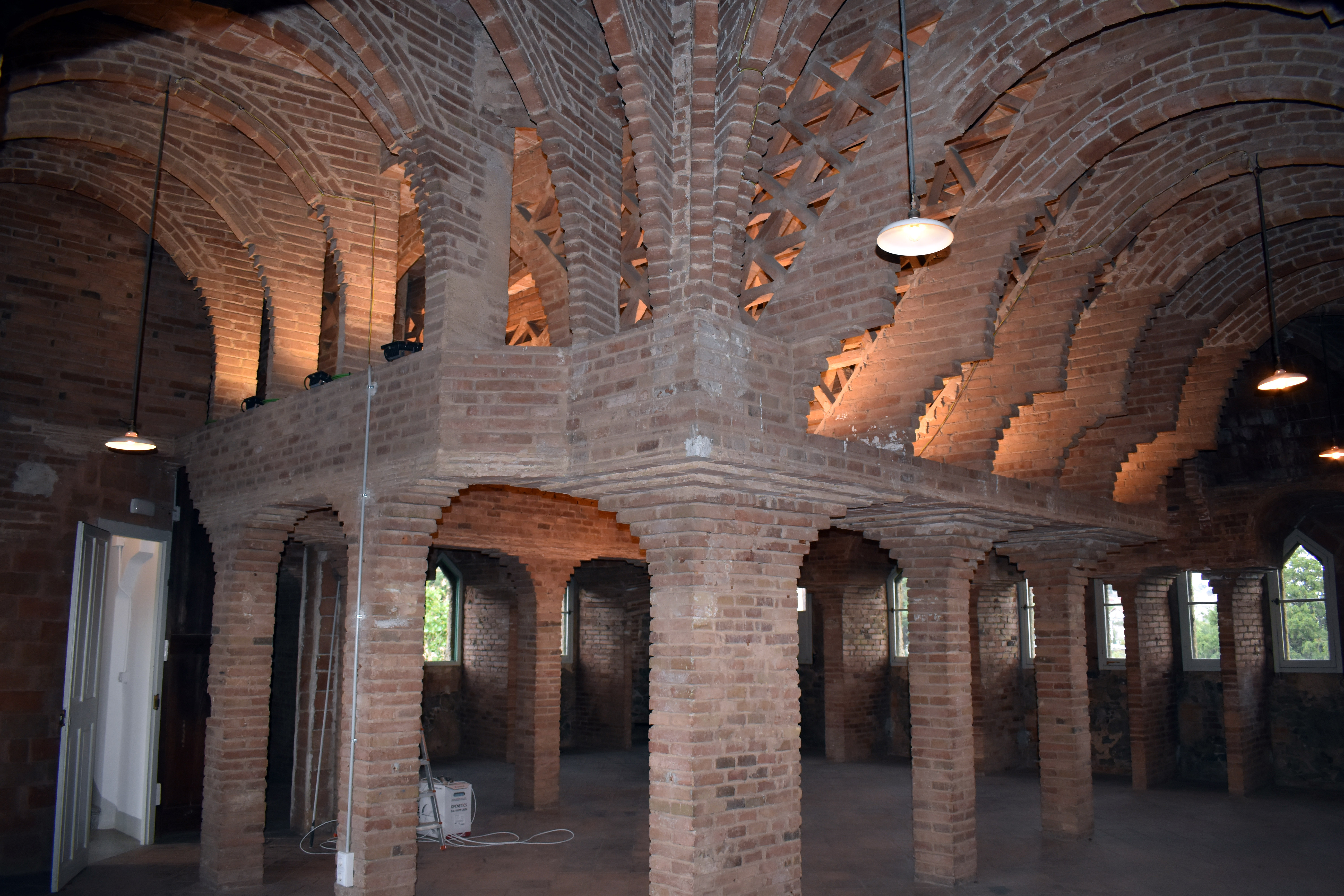
Golfes

L'escala està revestida d'un arrambador ceràmic incorporat per Sugrañes. La barana està formada per ferros helicoïdals, amb uns passamans d'original solució, en capes de ferro superposades i rematades en una bola dins d'un cercle. En el replà de la planta noble hi ha un petit balcó amb una barana balaustrada de ferro amb aplacat de pisa blanca. L'escala acaba en una petita habitació que dona accés a la terrassa, amb una falsa volta nervada d'arcs aristons i tres cadenes concèntriques de maó enguixat, en un estil intermedi entre el gòtic i el mudèjar.
La planta noble presenta uns sostres de voltes paredades nervades, similars a les de la cripta de la Colònia Güell, sostingudes per pilars disposats en acartellats successius. Els dormitoris i sales presenten uns sostres d'arcs lobulats de maó pitxolí en formes compostes, d'inspiració mudèjar.
La golfa està formada per dos pisos, «com els grans senyors, que es protegeixen amb barret i ombrel·la», en paraules de l'arquitecte. Aquesta estructura servia com a regulador tèrmic, per a protegir del fred a l'hivern i de la calor a l'estiu. El primer té una estructura de vuit pilars de capitells fungiformes que sostenen un tauler paredat horitzontal del qual parteixen una sèrie d'arcs parabòlics lobulats, elaborats en maons en filades horitzontals en la part inferior i corbes en la superior. Aquesta estructura d'arcs sosté el pis superior, cobert per una volta paredada de racó de claustre de manera ogival reforçada per pilars oblics, que en l'exterior adopta una forma de piràmide truncada, amb quatre claraboies en cada costat i coronada per una terrassa-mirador emmerletada, que compta amb un pas de ronda en tot el seu perímetre i unes escales per a accedir a la terrasseta superior.
Aquesta golfa, amb els seus arcs de maó, és una demostració de mestratge en la utilització d'aquest material, igual que pot veure's en edificis com la Casa Batlló o el Col·legi de les Teresianes. És una estructura diàfana i lleugera, resistent malgrat la seva aparent fragilitat. Mentre es construïa, l'ajudant de Gaudí, Joan Rubió, va comentar que «a Bellesguard hi ha coses que encara no sé perquè se sostenen».

## Galeria

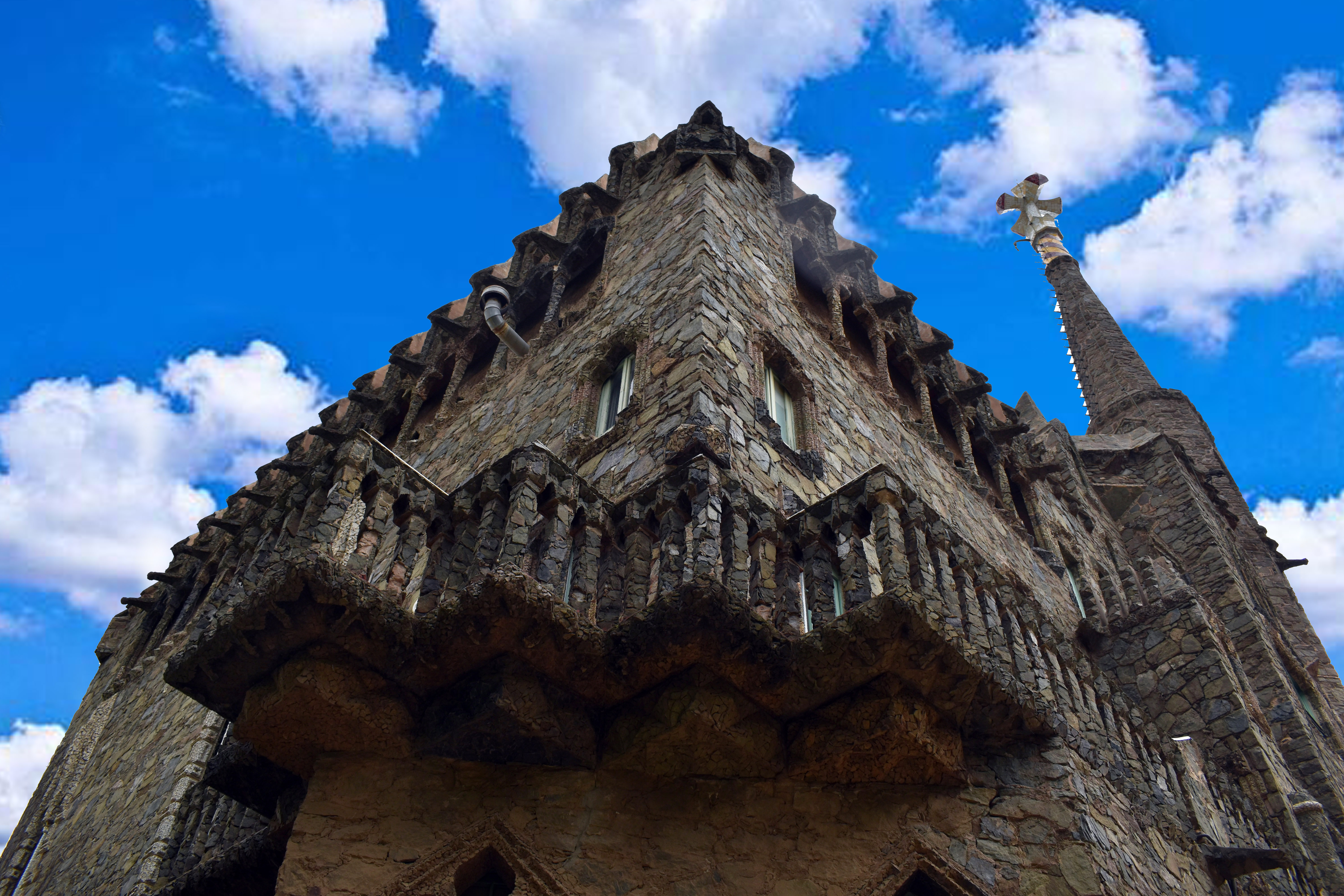
Balcó de la cantonada nord
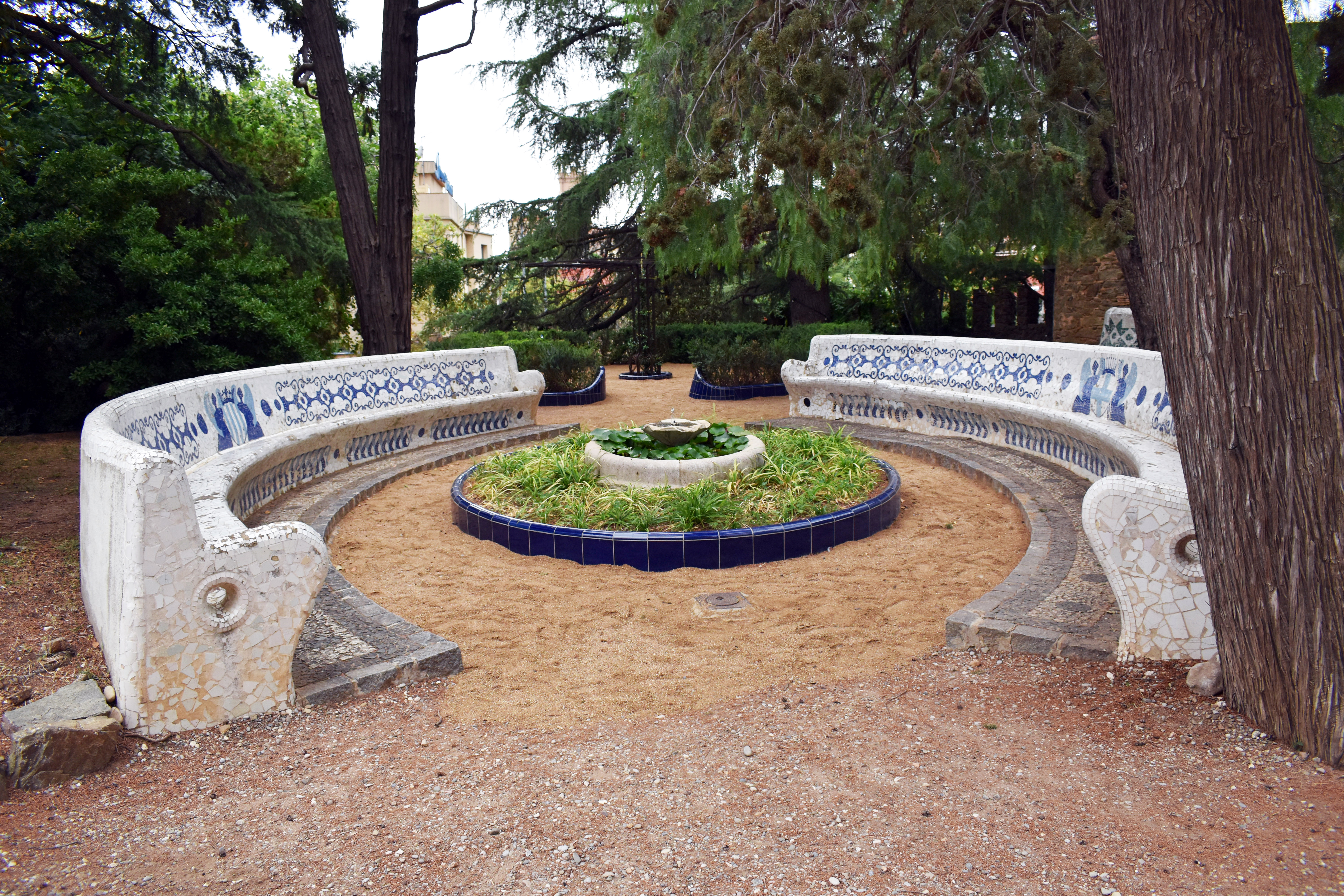
Bancs del jardí
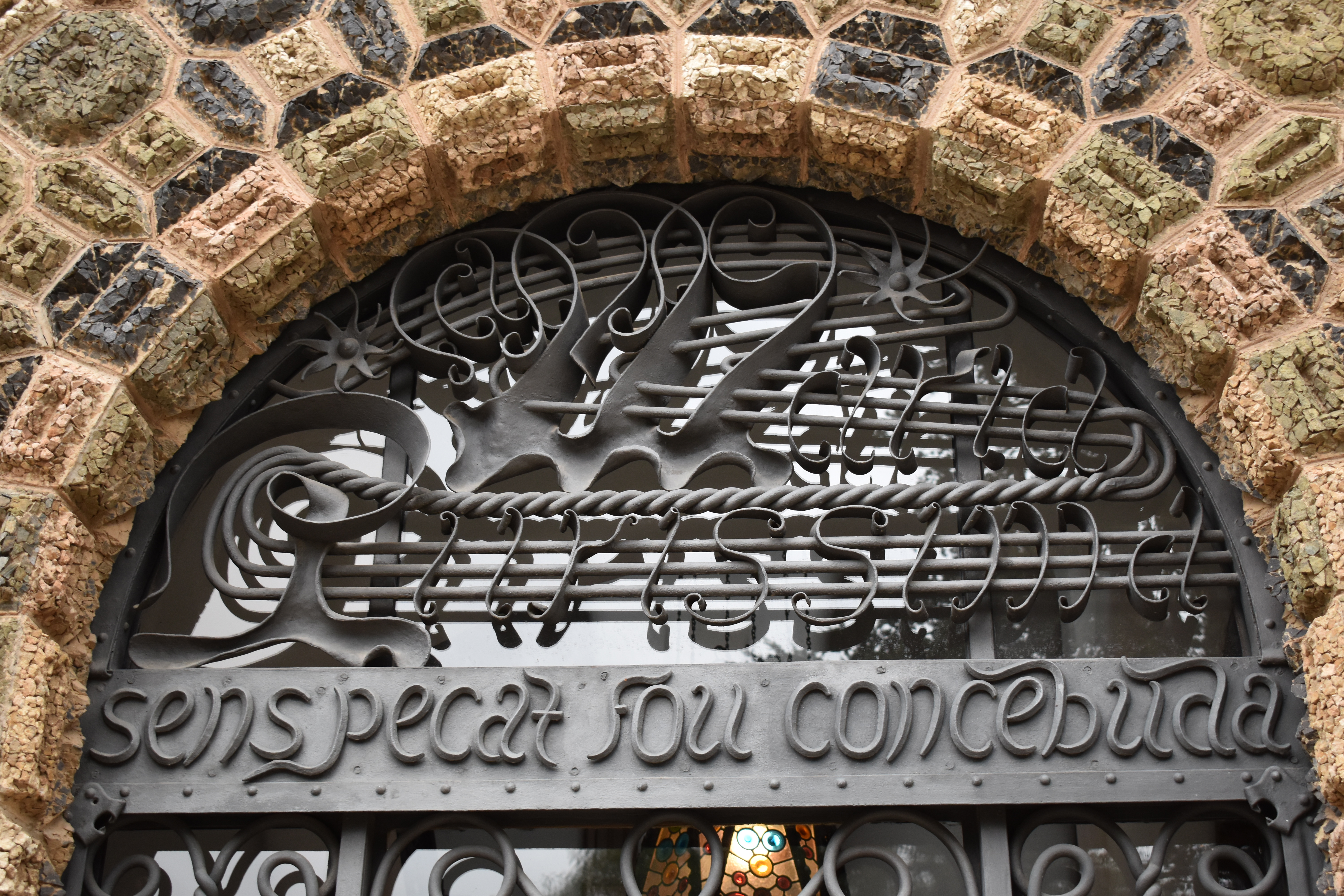
Cancel·la de la porta principal
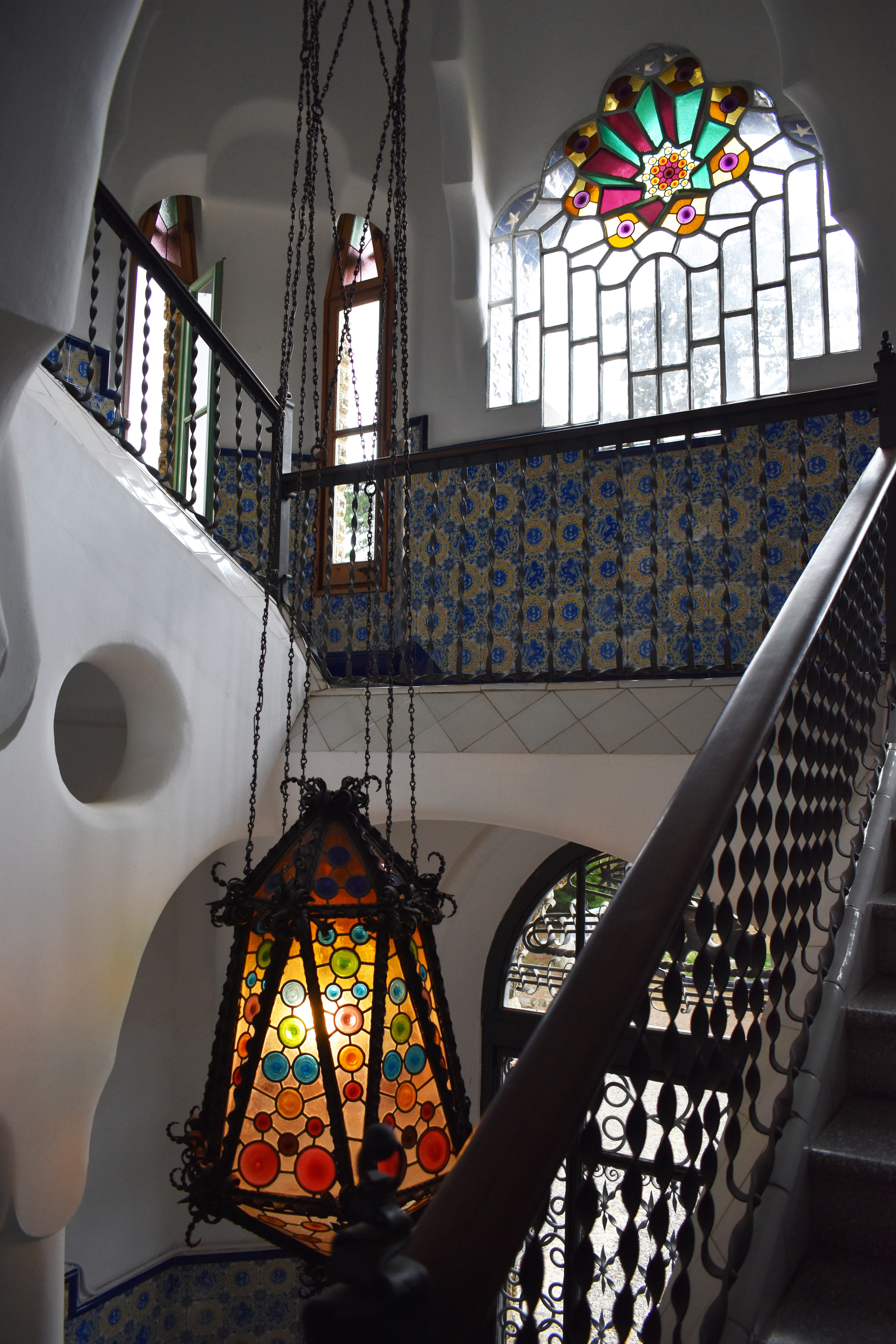
Escala
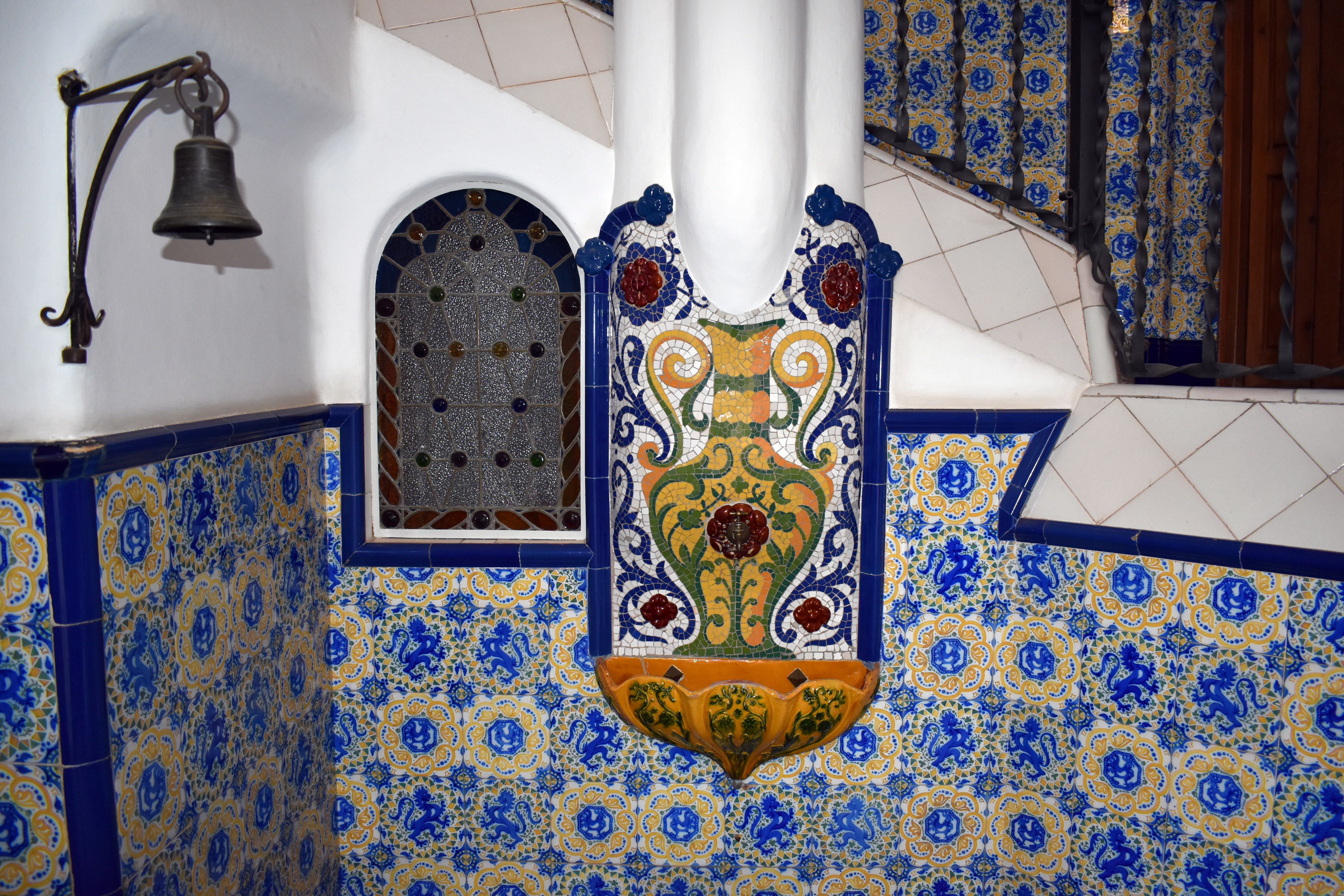
Font del vestíbul
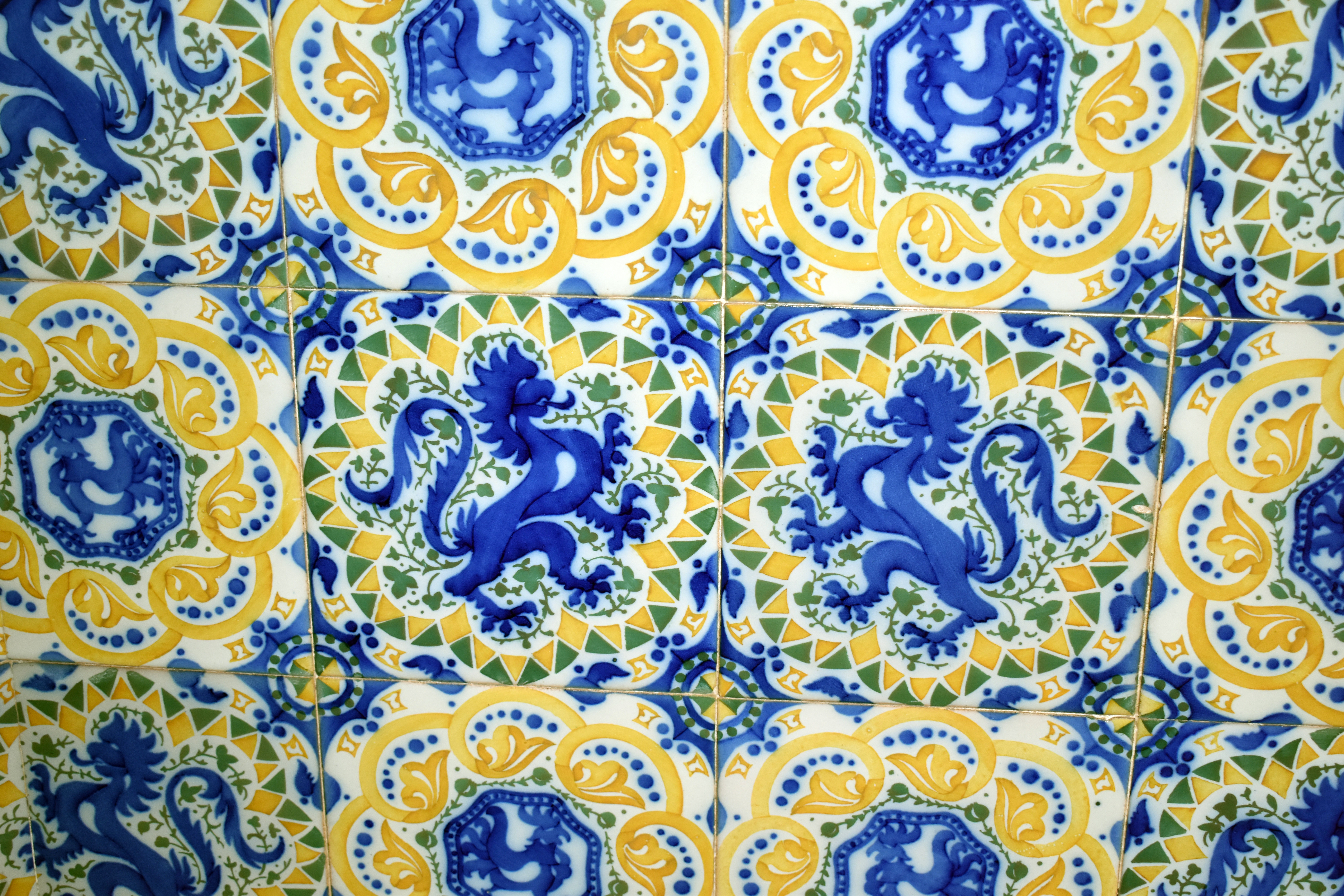
Taulells de l'arrambador